# Bosrobert
Bosrobert – miejscowość i gmina we Francji, w regionie Normandia, w departamencie Eure.
Według danych na rok 1990 gminę zamieszkiwały 354 osoby, a gęstość zaludnienia wynosiła 38 osób/km² (wśród 1421 gmin Górnej Normandii Bosrobert plasuje się na 568. miejscu pod względem liczby ludności, natomiast pod względem powierzchni na miejscu 388.).